# Parafia św. Jana Chrzciciela w Janowie
Parafia św. Jana Chrzciciela w Janowie – parafia rzymskokatolicka w diecezji elbląskiej. Erygowana w 1867 roku z inicjatywy biskupa chełmińskiego Jana Marwicza.
Parafia od początku istnienia należała do dekanatu gniewskiego w diecezji chełmińskiej. W plebiscycie przeprowadzonym 11 lipca 1920 mieszkańcy Janowa i okolicznych miejscowości opowiedzieli się za przyłączeniem do Polski. Do 25 marca 1992 roku parafia była jedyną parafią diecezji chełmińskiej położoną na prawym brzegu Wisły. 25 marca 1992 roku parafia została włączona do diecezji elbląskiej.
Na obszarze parafii leżą miejscowości: Janowo, Pastwa, Gurcz, Szałwinek, Gniewskie Pole. Tereny te znajdują się w gminie Kwidzyn, w powiecie kwidzyńskim, w województwie pomorskim. 
Kościół parafialny został wybudowany w latach 1871-1872, konsekrowany przez biskupa Jana Marwicza 1 września 1872 roku.